# تازیو روورسی

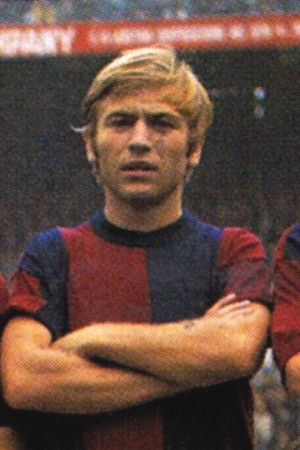
تازیو روورسی

تازیو روورسی (به ایتالیایی: Tazio Roversi) بازیکن فوتبال و اهل ایتالیا است که از سال ۱۹۷۱ میلادی عضو تیم ملی فوتبال ایتالیا بوده و در ۱ بازی ملی حضور داشته‌است. او در بازی‌های ملی‌اش گلی به ثمر نرساند.
تازیو روورسی آخرین بازی ملی خود را در سال ۱۹۷۱ میلادی انجام داد.